# Gareth Howells
Gareth Jonathan Howells (sinh ngày 30 tháng 6 năm 1970) là một cựu cầu thủ bóng đá người Anh thi đấu ở Football League cho Torquay United.